# BB krém

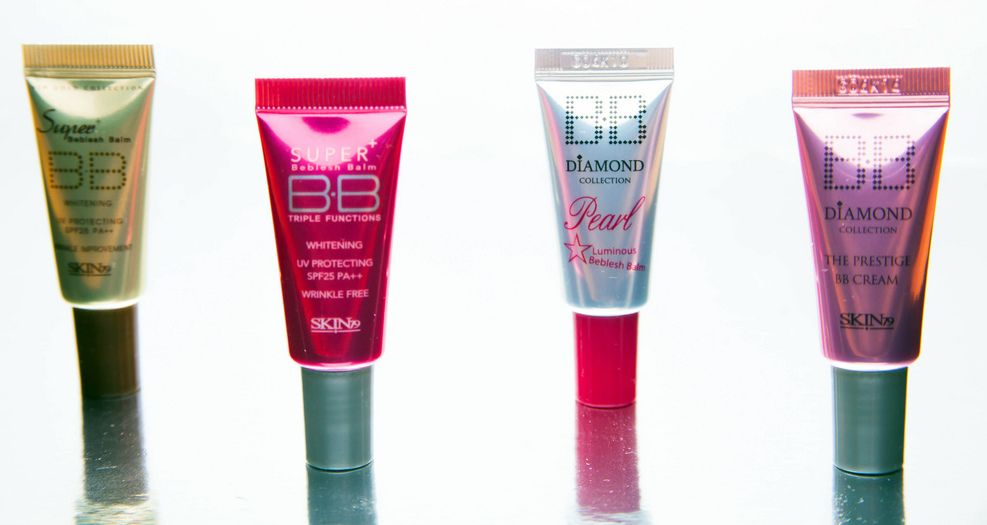
BB krémek

A BB krém (a „Blemish Balm” vagy „Beauty Balm” rövidítése) egyfajta kozmetikum, mely a termékleírások szerint egyesíti magában a bőrtápláló krémek és sminkalapozók hatását és alkalmas apróbb bőrhibák, bőrproblémák kijavítására, elfedésére, tartalmaz hidratálót, napfényvédőt és ránctalanító elemeket. A BB krémek először Ázsiában lettek igazán népszerűek, Dél-Koreából kiindulva. 2010–2011-ben az amerikai és európai kozmetikai cégek (pl. a Garnier, a L’Oréal vagy a Maybelline) is felfigyeltek a népszerűségére, és saját BB krémeket vezettek be a nyugati piacra.
A BB krémek újabb generációs, bőrtónus-kiegyenlítő, könnyedebb fedést biztosító változata a CC krém.

## Története
Az első BB krémet Dr. Christine Schrammek német bőrgyógyász fejlesztette ki az 1960-as években, majd az 1980-as években a termékre felfigyeltek Dél-Koreában, ahol fokozatosan igen népszerűvé váltak a helyi vállalatok által gyártott verziók.
A koreai kozmetikai cégek az ázsiai régiókban kiemelkedően sikeresek nem csak egyéb kozmetikumok, de a BB krémek terén is, az egyik vezető BB krém-márka, a Missha tulajdonosának, az Able&CC-nek 1200 üzlete van külföldön, mintegy 570 Kínában.

## Gyártók
Dél-Korea
- Amore Pacific
- Etude House
- Holika Holika
- Innisfree
- Missha
- Nature Republic
- Skinfood
- The Face Shop
- Tony Moly
- Skin79